# 田野口站
田野口站（日语：／ Tanokuchi eki */?）是位於靜岡縣榛原郡川根本町田野口，大井川鐵道的大井川本線車站。

## 歷史
- 1931年（昭和6年）4月12日 - 車站啟用。
- 1970年（昭和45年）2月 - 成為無人車站。

## 車站構造
此站是地面車站，設有1面1線的單式月台。靠近車站大樓的路軌已經撤走。
在1931年（昭和6年）車站啟用當時，木造車站大樓已經存在。在1970年（昭和45年）車站無人化後，大樓的售票櫃臺被板圍塞。大樓內的氣氛還遺留在昭和時代。與日本民營鐵道協會共同項目「以車站大樓等作為對象，進行推進地方·服務事業」，成為模範車站。吸引了電影和電視劇於此站取景，在2005年（平成17年）把售票處復原，設置了木製長椅。車站大樓和月台上蓋進行了補修，回復至啟用當時的姿態。

## 使用狀況
- 在2007年度，1日平均乘車人次為17人[1]。

## 車站周邊
- 靜岡縣道77號川根寸又峽線（日语：静岡県道77号川根寸又峡線）（站前）
- 大井川
- 川根本町公所（大井川對面岸）

## 路線巴士
川根本町營巴士
- 淺瀨號

## 圖庫

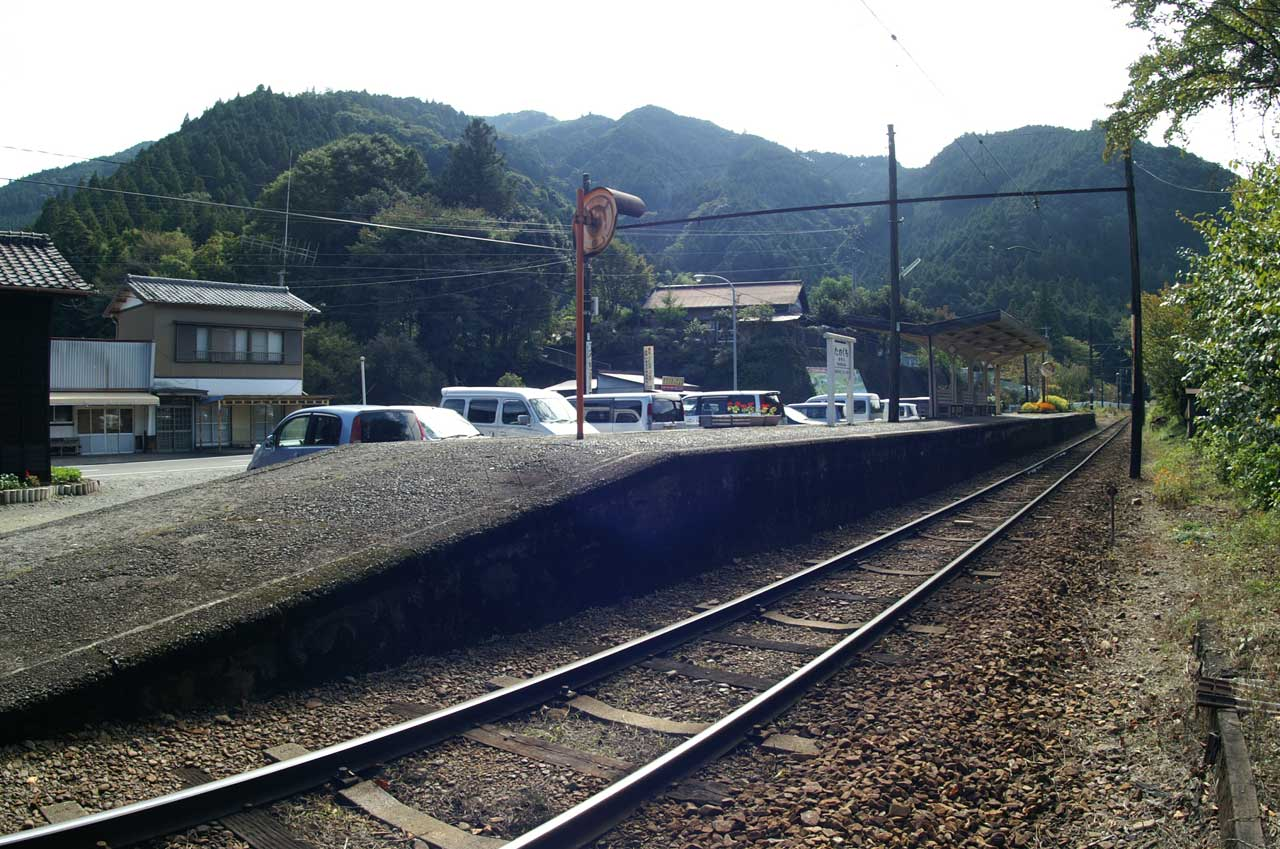
月台
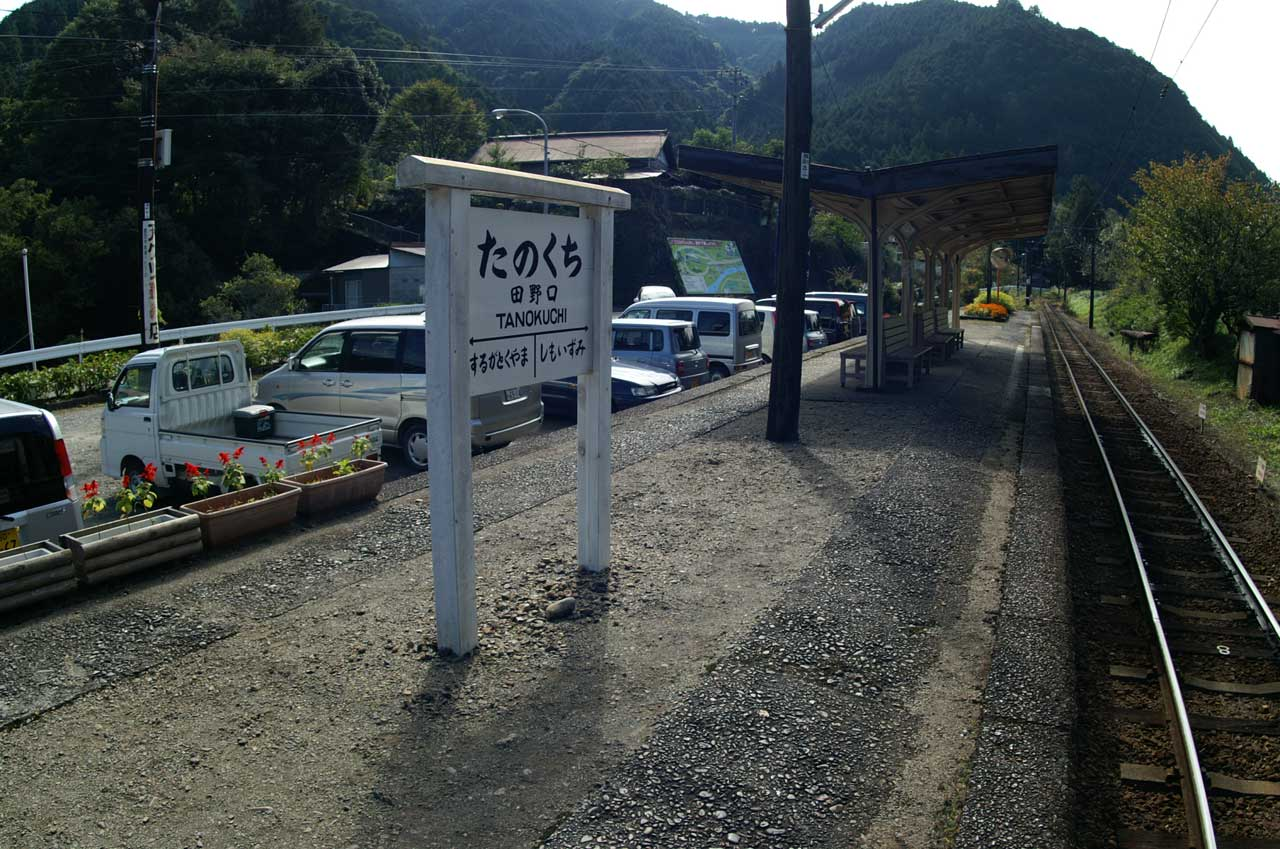
月台
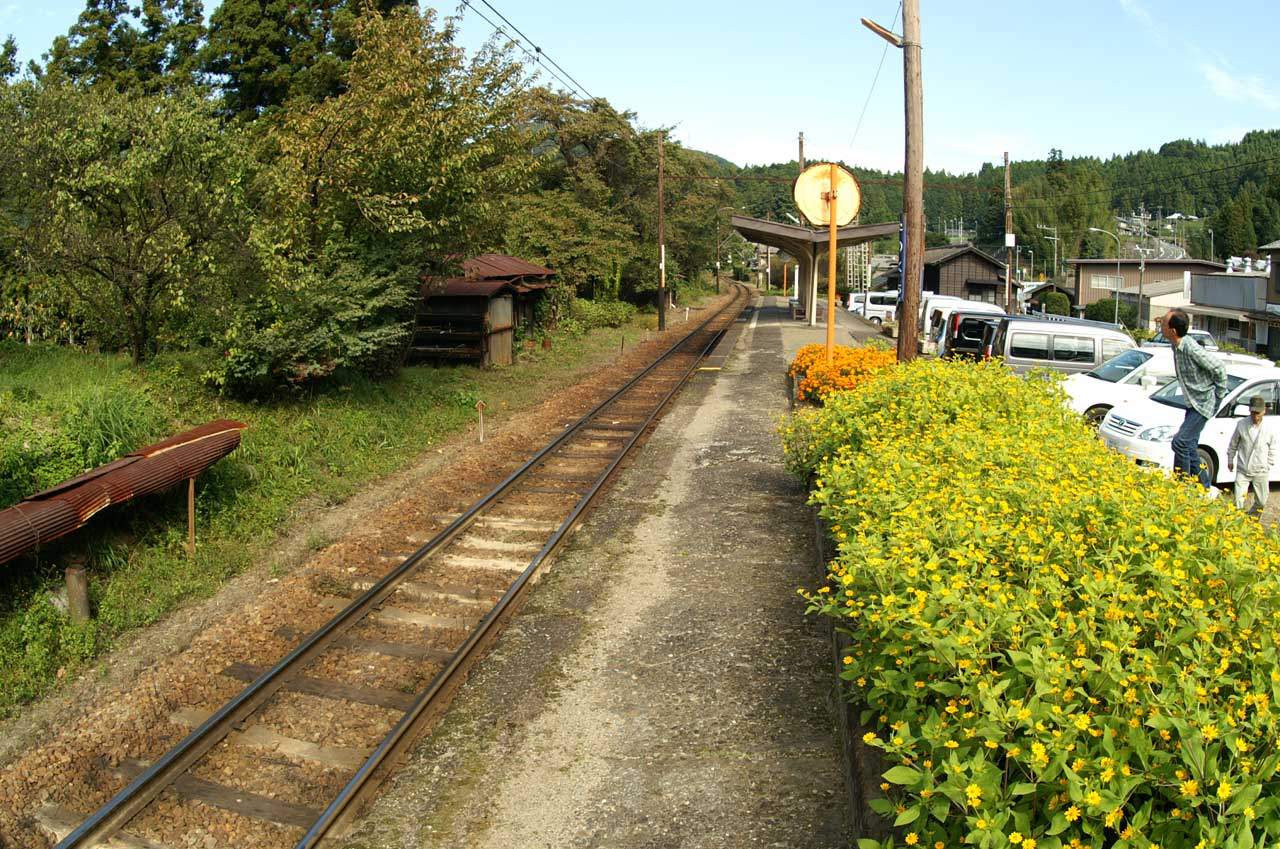
月台
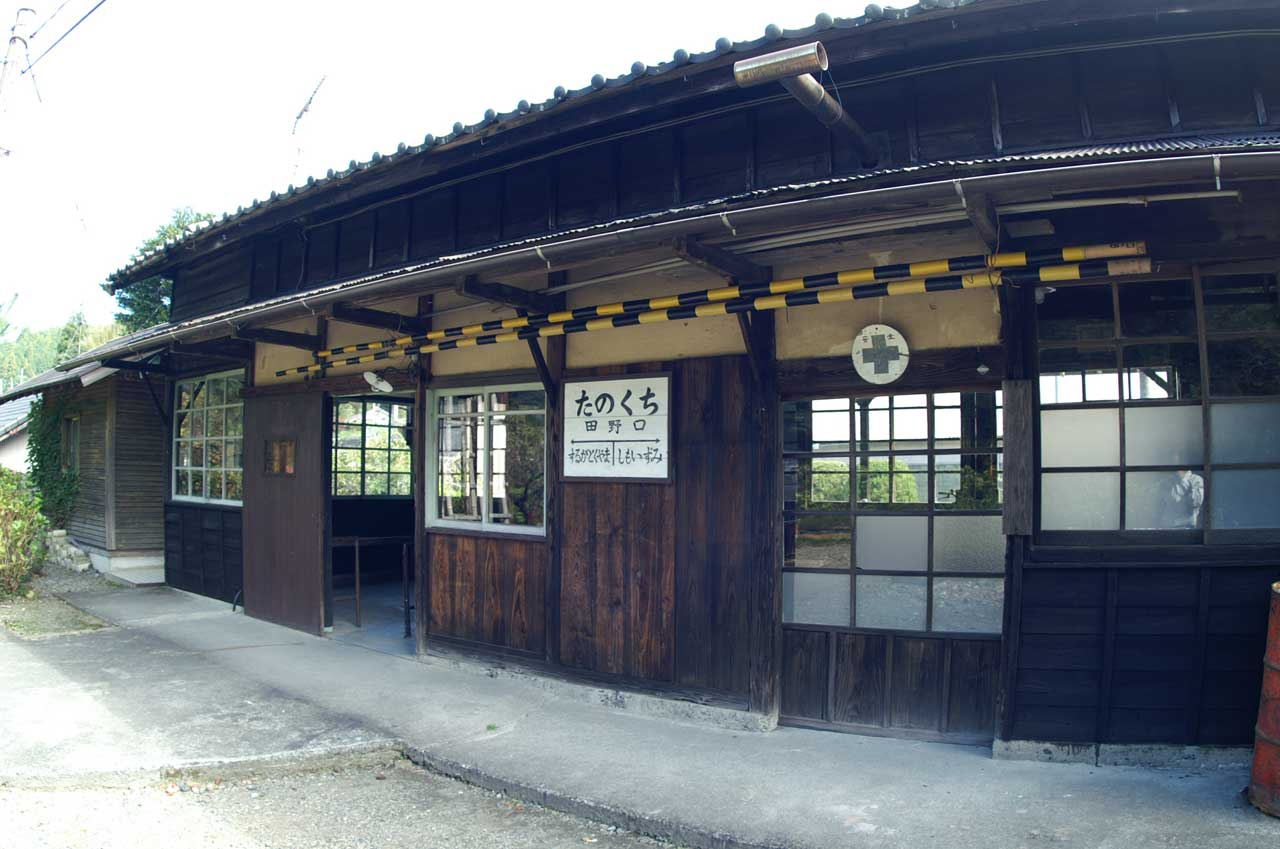
車站大樓（從月台望向）
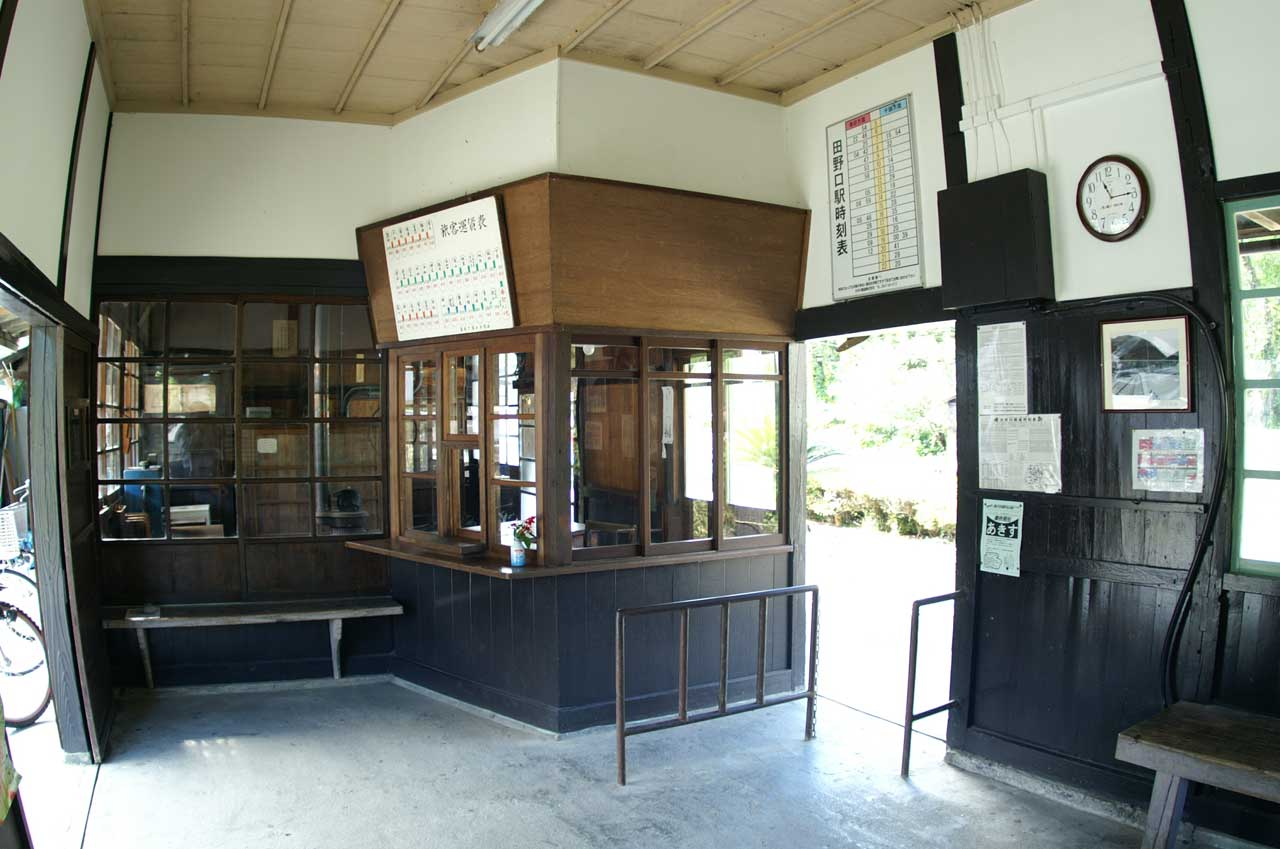
車站大樓內部
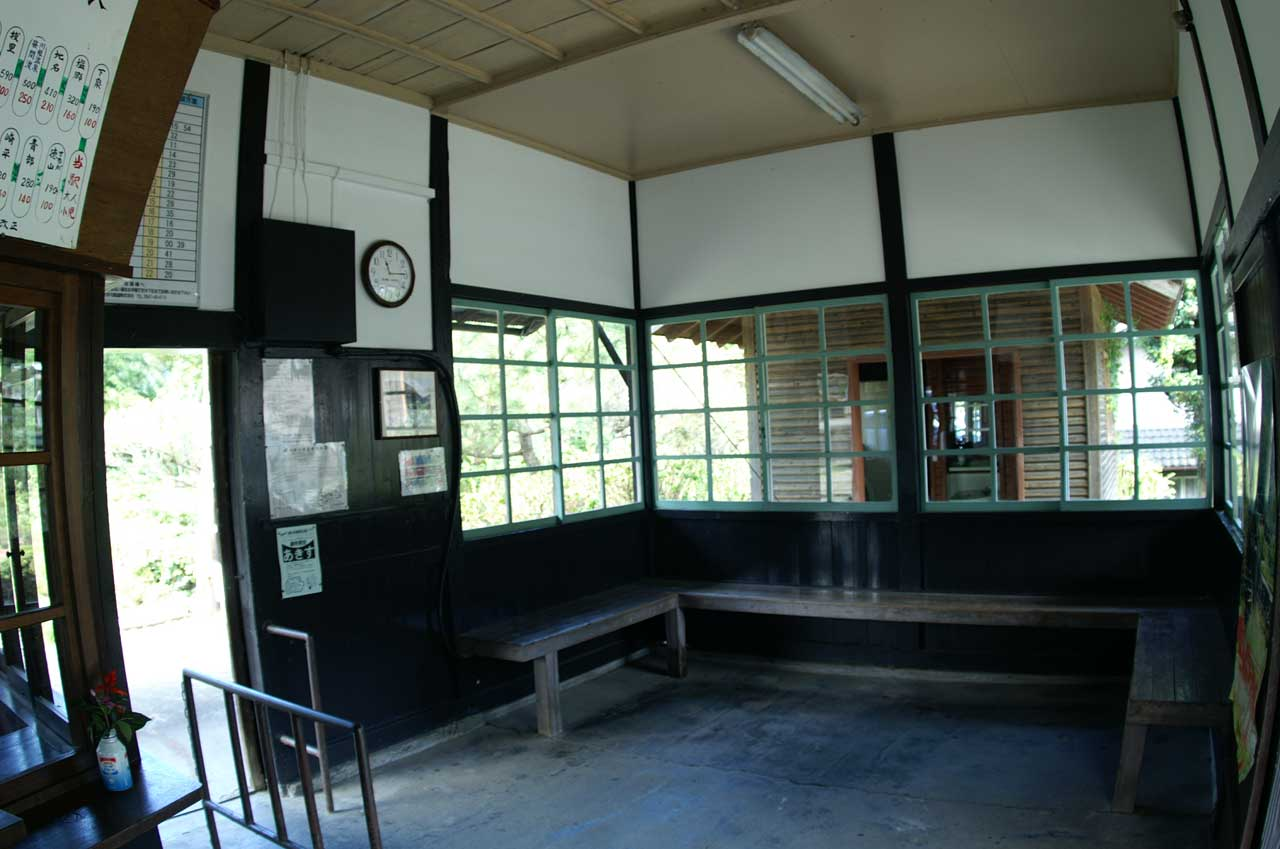
車站大樓內部
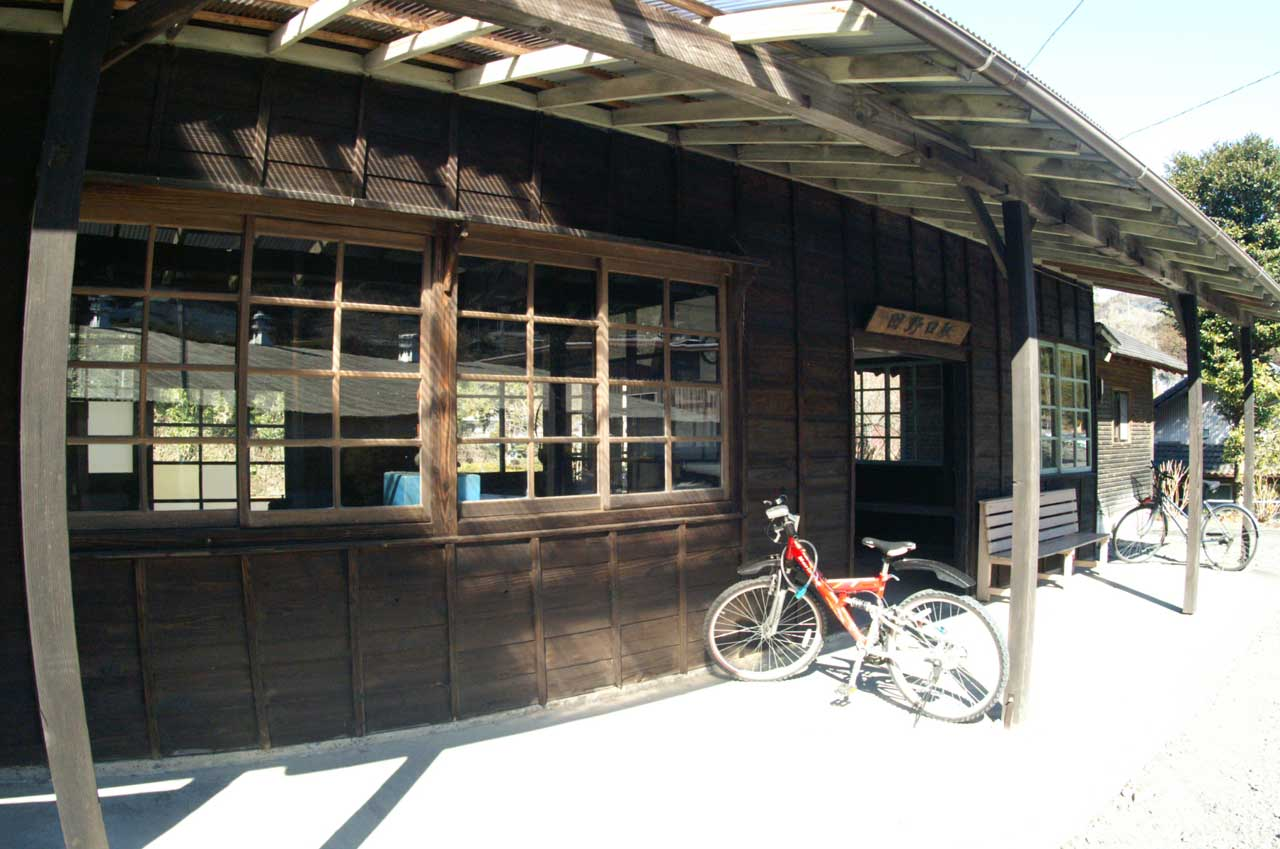
車站入口

## 相鄰車站
大井川鐵道
大井川本線
下泉－田野口－駿河德山

## 注腳
1. ↑  靜岡縣統計年鑑

## 外部連結
- 大井川鐵道 （页面存档备份，存于）（日語）